# Black (novela de Dumas)
Black es una novela de Alejandro Dumas publicada en 1858. Toma su título del nombre de un perro, personaje central de la novela, junto con el caballero de la Graverie, un antihéroe incompetente. La combinación de humor y melodrama de esta novela ilustra el talento narrador del escritor.

## Resumen
La historia comienza en 1842, cuando el caballero de la Graverie descubre que le sigue un perro al que ha dado unos trozos de azúcar. Graverie huye de la gente desde hace años, tras la muerte de su amigo, el capitán Dusmenil, y vive solo con su antipática cocinera.
Cuando llega a su casa, intenta espantar al perro, pero el animal se deja oír durante toda la noche. Graverie acaba por pensar que su amigo Dusmenil podría haberse reencarnado en ese perro. Tres semanas más tarde lo vuelve a encontrar acompañado de una joven costurera, Teresa. Graviere ha oído en un bar la conversación de dos oficiales: uno de ellos lleva semanas intentando cortejar a la joven sin éxito porque el perro protege continuamente a su ama. Descubre sus intenciones de envenenar al perro, de forma que les sigue y se lo impide, marchándose con el animal. Graverie no se preocupa por Teresa, aunque le envía una fuerte suma de dinero como pago por su perro, cada vez más convencido de que se trata de su amigo reencarnado.
Seis meses después, el perro huye, y al seguirlo descubre que su antigua dueña se encuentra a las puertas de la muerte, y además está embarazada.
Graverie la lleva a su casa para que curarla, y cuando ella mejora, le cuenta su historia. Hacía tiempo que había encontrado a ese perro, que estaba muy unido a ella y la protegía. Pero al desaparecer, robado por el caballero, su vida dio un vuelco, ya que el oficial aprovechó la ausencia del perro para abusar de ella.
Teresa no recuerda nada de su infancia, aparte de tener la impresión de vivir en la miseria desde que era una niña. El caballero, que ha visto un camafeo con una foto de su mujer, cree que se trata de la hija ilegítima de su esposa y su amigo Dusmenil. Consigue pruebas interrogando a su hermano: el hermano esperaba heredar la fortuna del caballero, y aprovechó que el caballero había abandonado a su esposa infiel para obligarla a abandonar a su hija y hacerla pasar por muerta.
El caballero ya no siente rencor hacia su esposa, y quiere a Teresa como si fuera su propia hija, por lo que decide hacer todo lo posible para reconocerla.
Para devolverle su honor, intenta convencer al oficial que la ha dejado embarazada de que se case con ella, pero no lo consigue. Entonces lo reta a un duelo, y aunque nunca ha peleado, lo hiere de muerte. El oficial, que sentía remordimientos, le había dicho a su hermano antes del duelo que fuera cual fuera el resultado, quería desposar a Teresa, y así lo hace en su lecho de muerte, legitimando de esta forma a su hijo.